# Grewena (gmina)
Grewena (gr. Δήμος Γρεβενών, Dimos Grewenon) – gmina w Grecji, w administracji zdecentralizowanej Epir-Macedonia Zachodnia, w regionie Macedonia Zachodnia, w jednostce regionalnej Grewena. W 2011 roku liczyła 25 905 mieszkańców. Powstała 1 stycznia 2011 roku w wyniku połączenia dotychczasowych gmin: Grewena, Wendzi, Irakleotes, Ajos Kosma, Gorjani i Teodoros Ziakas oraz wspólnot: Awdela, Mesoluri, Periwoli, Samarina, Filipi, Dotsiko i Smiksi. Siedzibą gminy jest Grewena.